# Groupe d'appui et de rénovation à l'action populaire/Alliance démocratique du Sénégal
Pour les articles homonymes, voir Alliance démocratique.
Le Groupe d'appui et de rénovation à l'action populaire/Alliance démocratique du Sénégal (GARAP-ADS) est un parti politique sénégalais, dont le leader était Cheikh Ndaw (maintenant décédé), technicien supérieur des recettes.

## Histoire
L'Alliance démocratique du Sénégal (ADS) s'est créée en 1985 et Abdoulaye Bathily en fut le Président. L'Alliance regroupait plusieurs partis, le Parti démocratique sénégalais (PDS), la Ligue démocratique (LD/MPT), AJ/MRD, l'Union démocratique populaire (UDP).
Le GARAP-ADS a été officiellement fondé le 12 février 2001.

## Orientation
Son objectif déclaré est de « conquérir le pouvoir, par les voies démocratiques, afin de promouvoir le développement du Sénégal sur le plan économique, social et culturel ».

## Symboles
Ses couleurs sont le bleu et l'orange.

## Organisation
Son siège se trouve à Rufisque.